# Hypercompe deflorata
Hypercompe deflorata là một loài bướm đêm thuộc phân họ Arctiinae, họ Erebidae.